# Bax (białko)

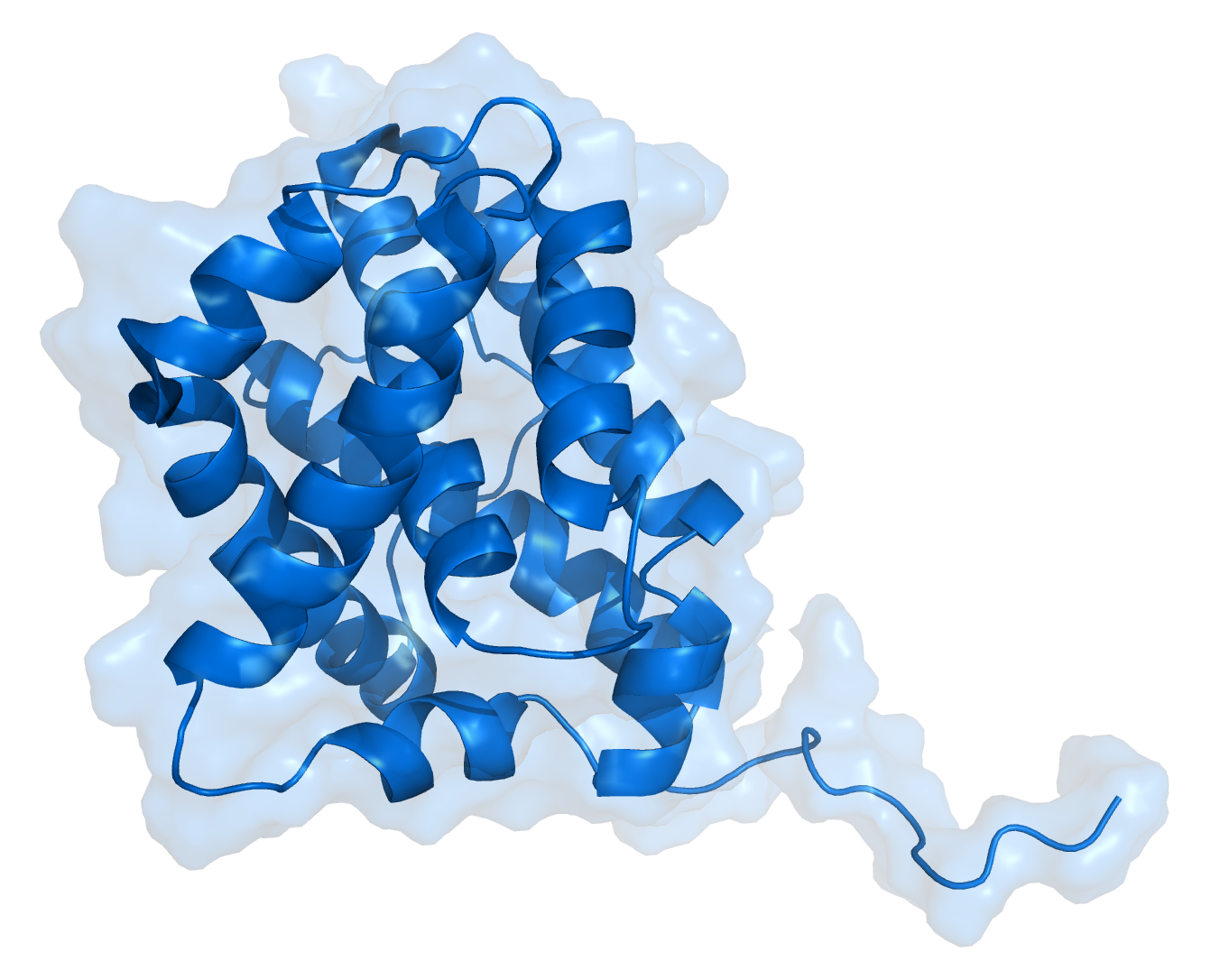
Struktura białka BAX (PDB: 1F16)

Bax – białko z rodziny białek Bcl-2, przyspiesza apoptozę, poprzez tworzenie porów w błonie zewnętrznej mitochondrium, przez co zwiększa jej przepuszczalność. Ekspresja genu BAX jest regulowana przez białko p53.